# پارک ملی دوی اینتانون

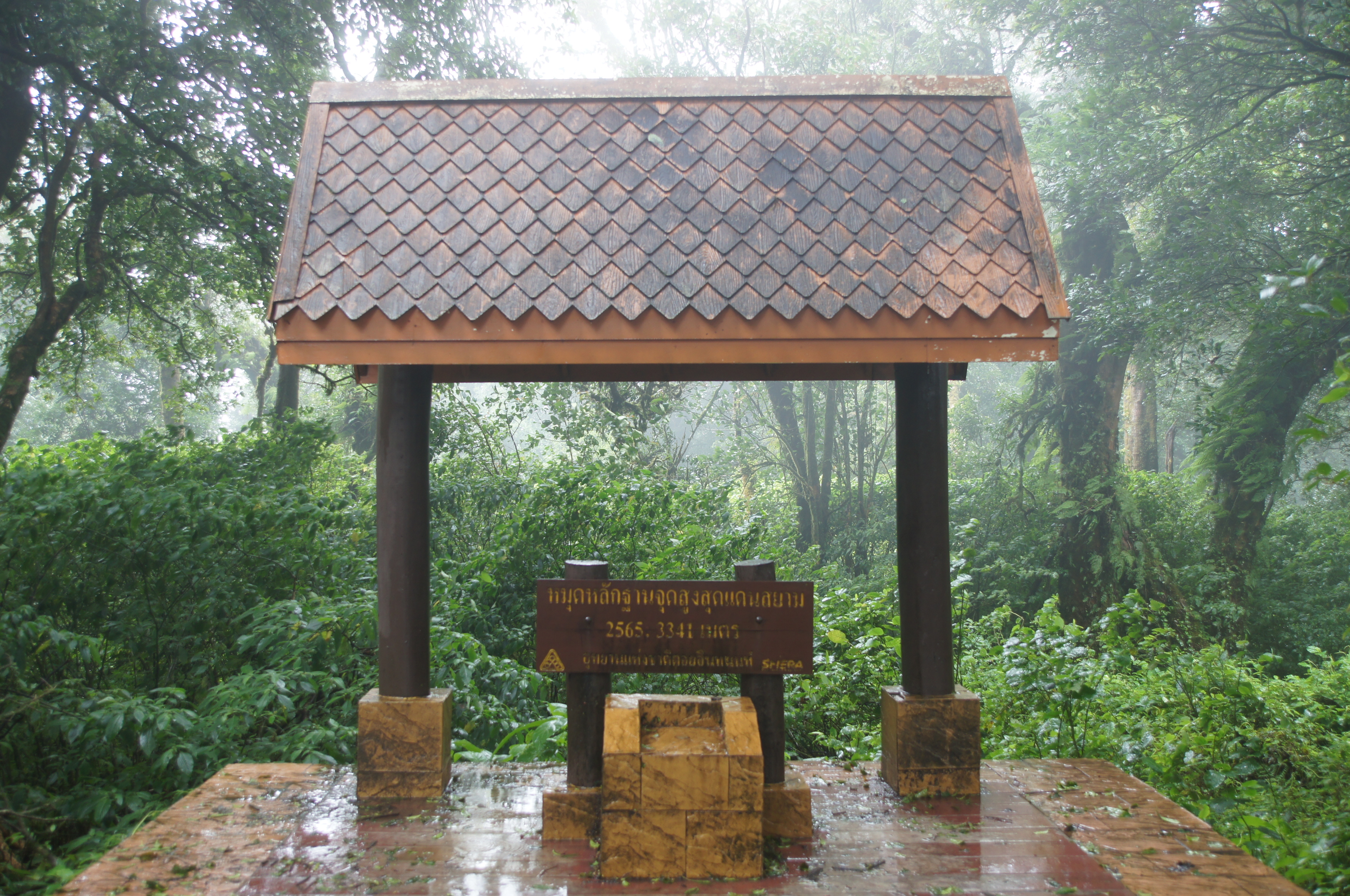
سنجاق بلندترین نقطه تایلند در پارک ملی دوی اینتانون

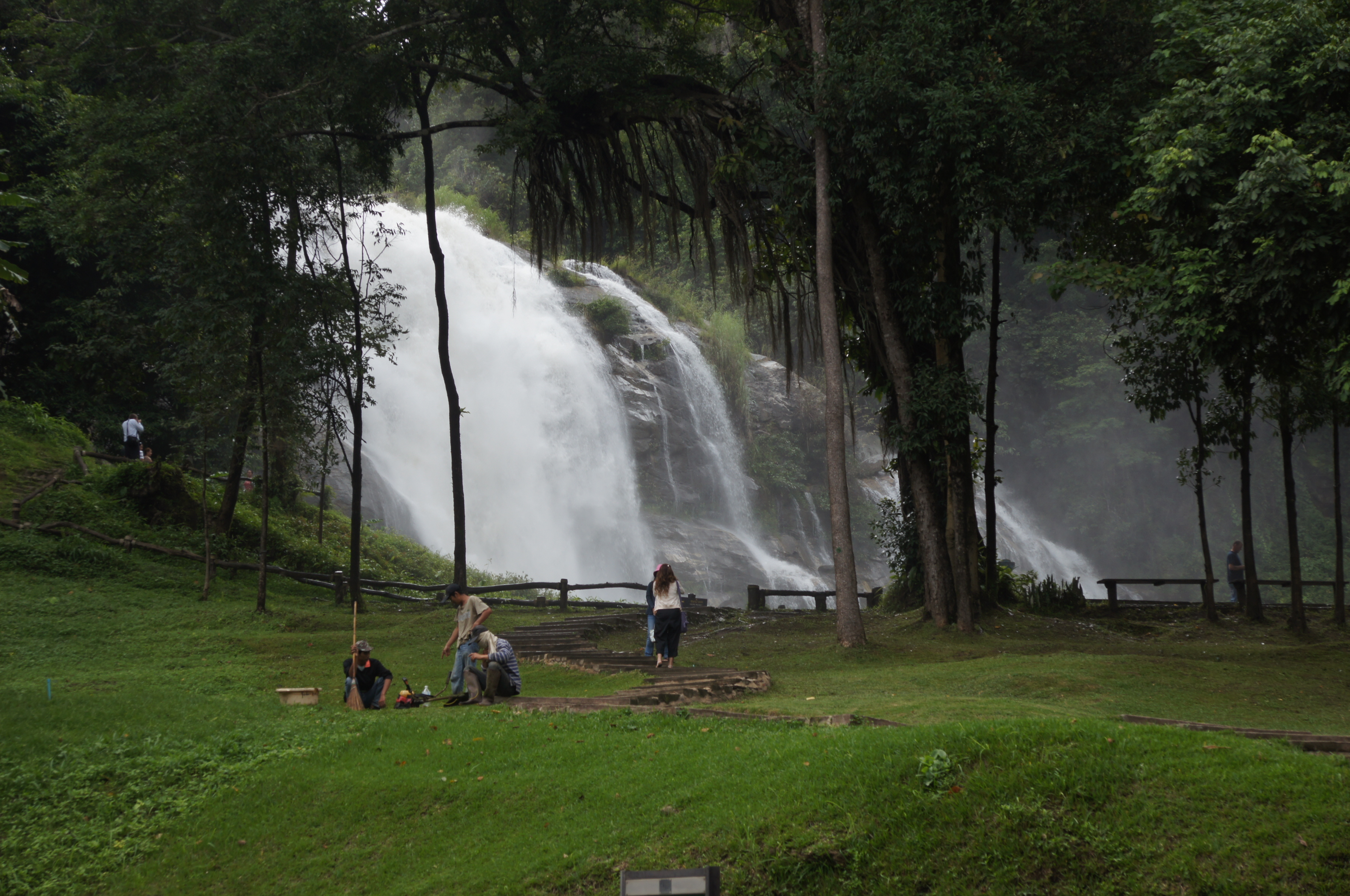
آبشار واچی راتان در پارک ملی دوی اینتانون

پارک ملی دوی اینتانون (به تایلندی: อุทยานแห่งชาติดอยอินทนนท์)، ملقب به «سقف تایلند»، در محدوده تانون تانگ چای، منطقه چوم تانگ، استان چیانگ مای، شمال تایلند است. پارک دوی اینتانون، روی بلندترین کوه این کشور قرار دارد. این پارک در سال ۱۹۷۲ تأسیس شده و مساحت آن ۴۸۲ کیلومتر مربع (۱۸۶ مایل مربع) است.

## جغرافیا
فاصله این پارک تقریباً ۶۰ کیلومتر (۳۷ مایل) از چیانگ مای و روستاهای کارن و میو همونگ است که حدود ۴۵۰۰ نفر جمعیت دارند. دامنه ارتفاع آن بین ۸۰۰–۲٬۵۶۵ متر (۲٬۶۲۵–۸٬۴۱۵ فوت) می‌باشد، در مرزهای آن تعدادی آبشار وجود دارد: آبشارهای مای کلنگ، آبشارهای واچیراتان، آبشارهای سیریفوم و آبشارهای مای یا. این پارک دارای بخش‌های مختلف آب و هوایی و محیطی است.

## گیاهان و جانوران
فلورا شامل جنگل ابر همیشه سبز، باتلاق گیاه اسفناگوم و جنگل دوبال‌میوگان است. همچنین تعدادی کاج وجود دارد. با داشتن ۳۸۳ گونه پرنده هوایی، از نظر تعداد گونه‌های پرندگان در رتبه دوم پارک‌های ملی تایلند قرار دارد. 

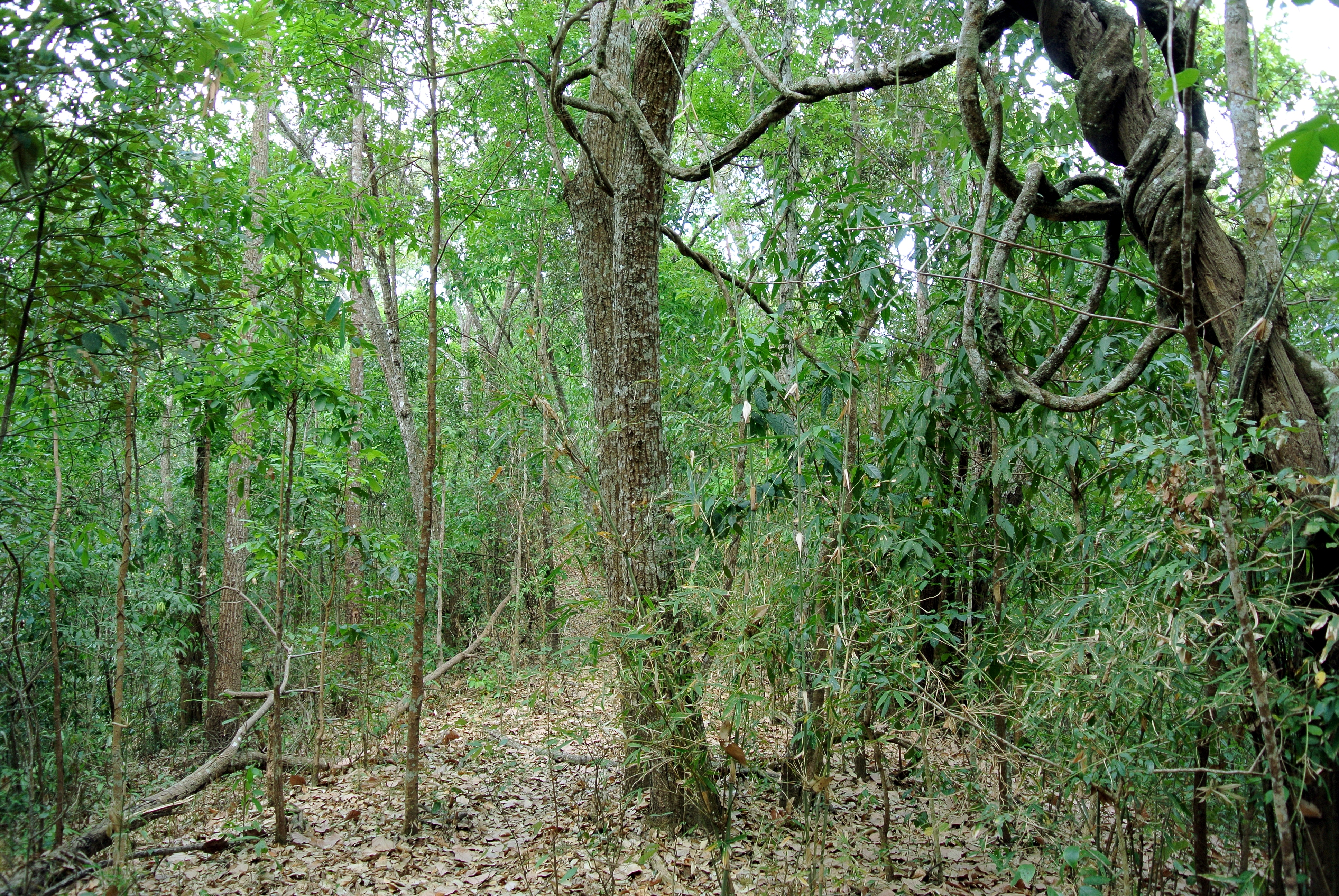
جنگل‌های فصلی نیمه همیشه سبز نیمه گرمسیری در پایان فصل خشک
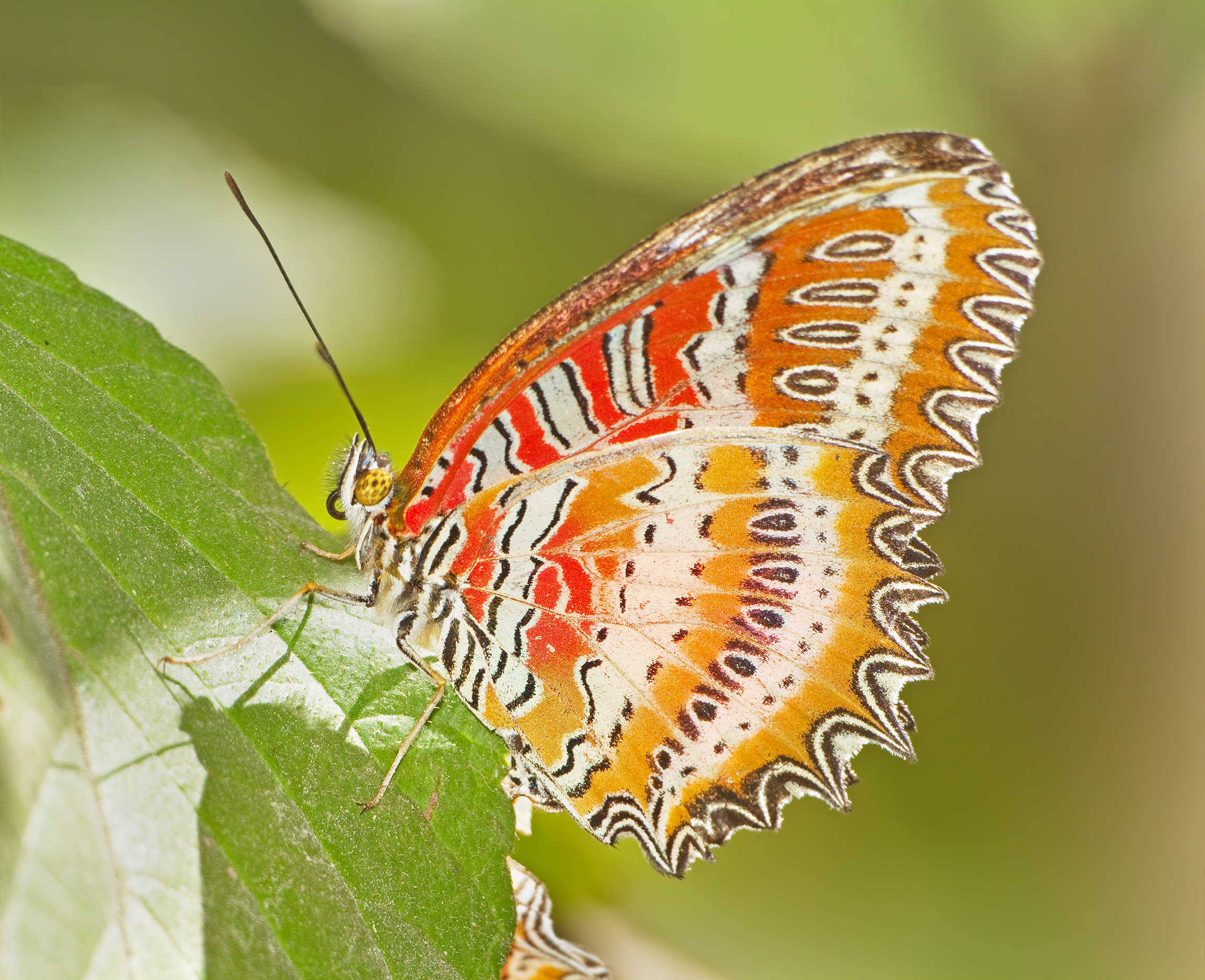
پروانه بیبلیس ، پارک ملی دوی اینتانون
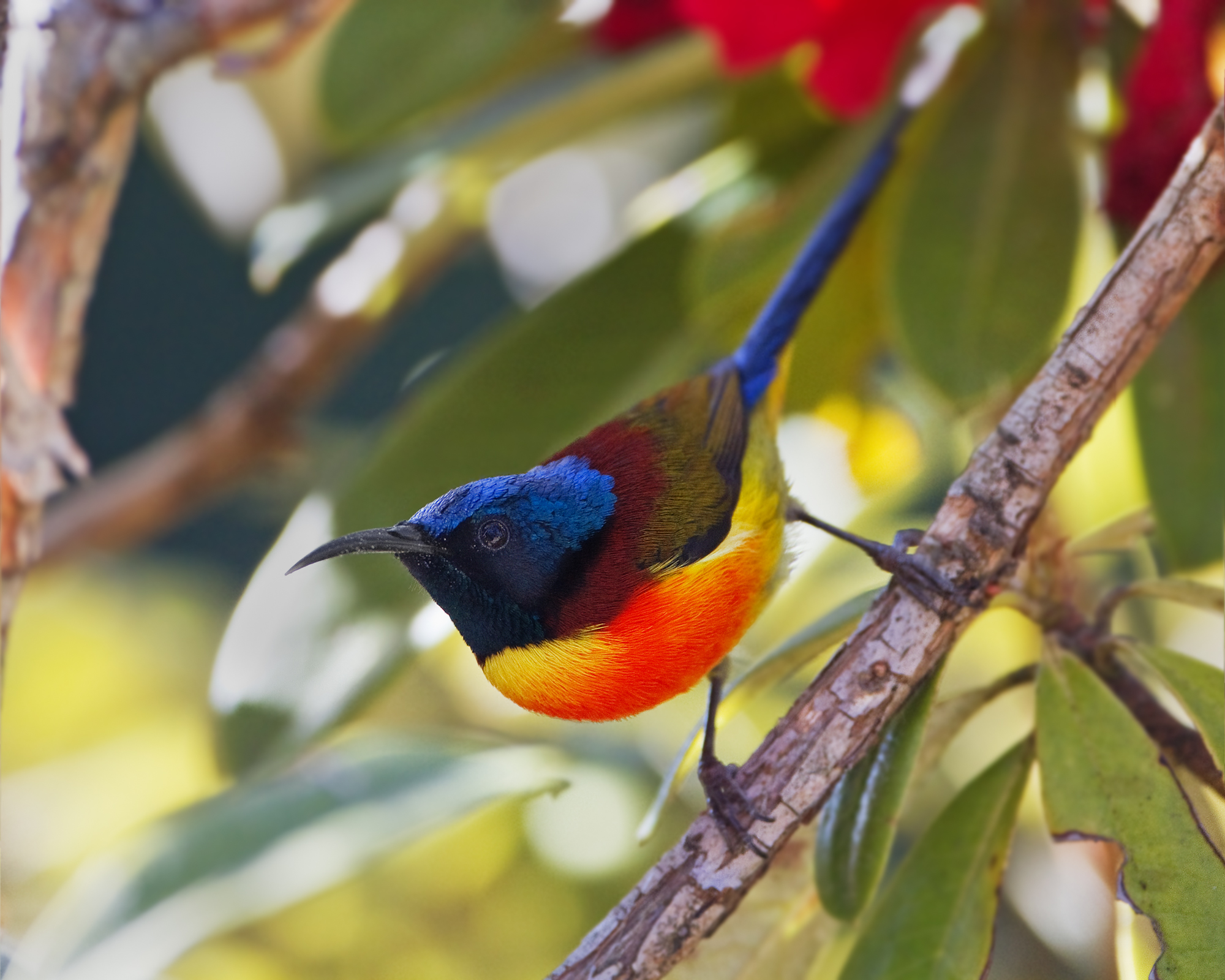
یک مرغ نر بالغ آفتاب دم سبز

گونه‌های خزندگان در پارک ملی دوی اینتانون عبارتند از:
- آکانتوسورا لپیدوگاستر
- گکو گکو
- هبیوس خاسینس[۵]

گونه‌های دوزیستان در پارک ملی دوی اینتانون عبارتند از:
- آنسونیا اینتانون
- پدودیتوئیدهای لپتولاکس
- مگوفریس مینور
- آملوپس مارموراتوس

## نگارخانه

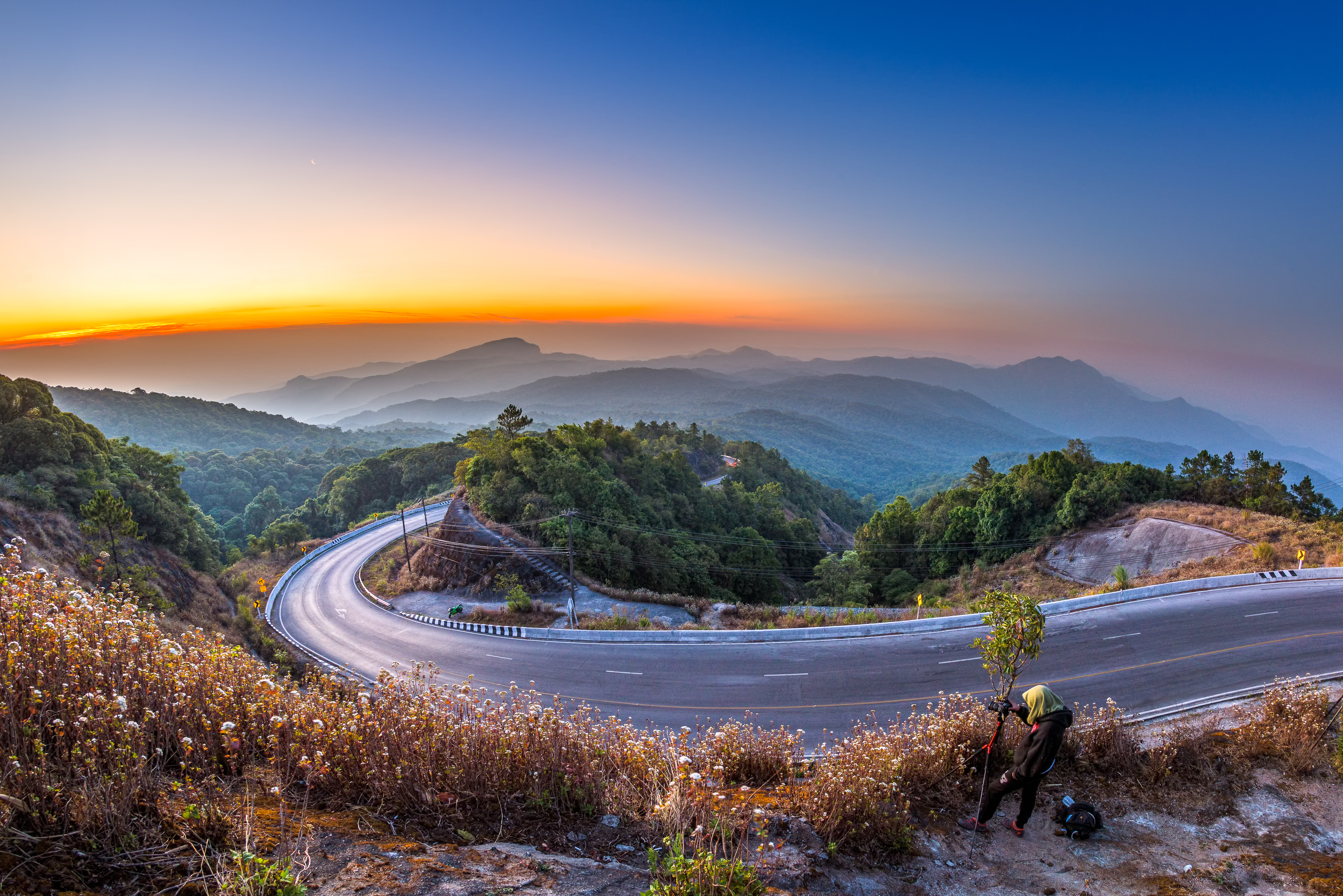
دیدگاه در کیلومتر ۴۱ بزرگراه ۱۰۰۹، دوی اینتانون
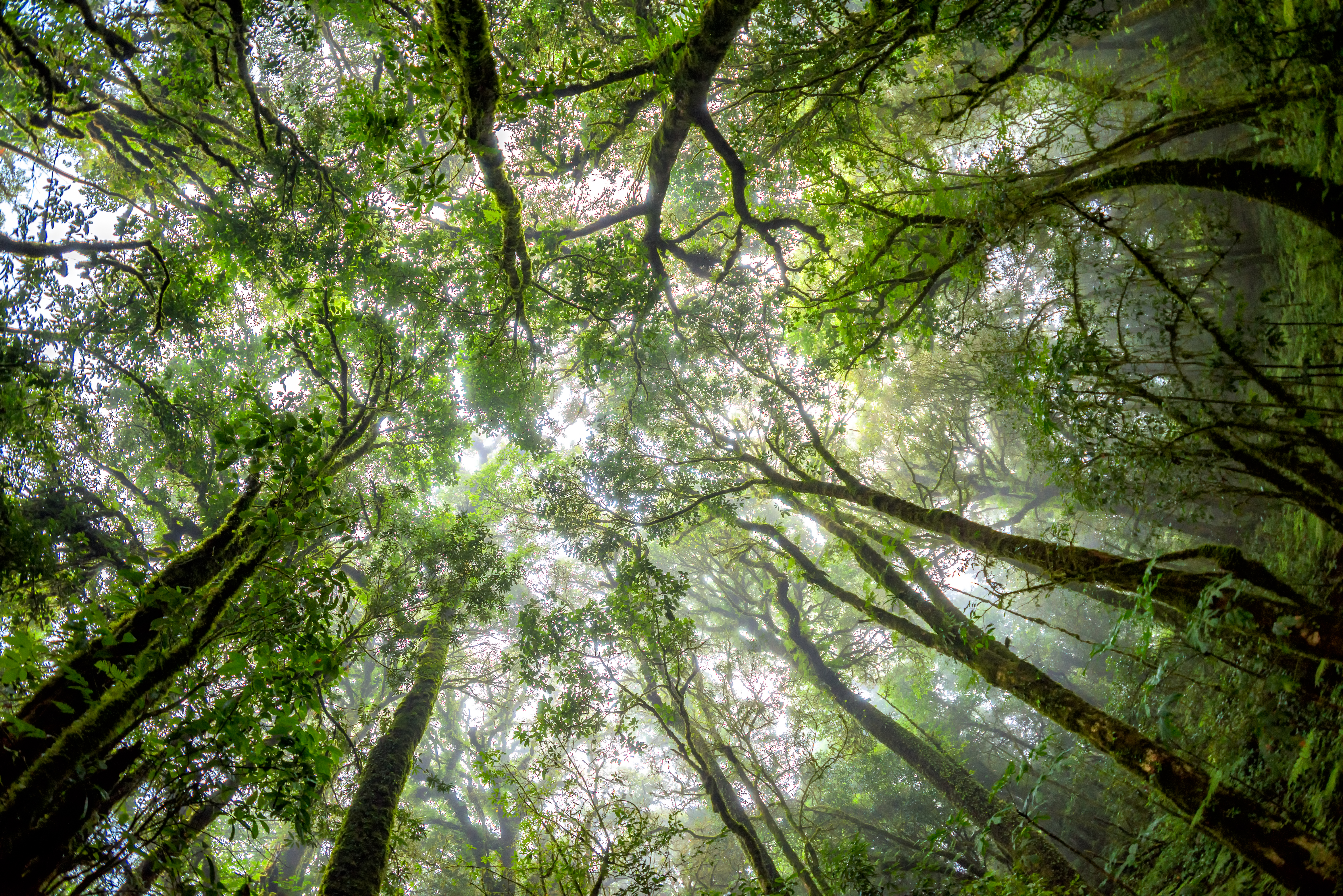
پارک ملی دوی اینتانون
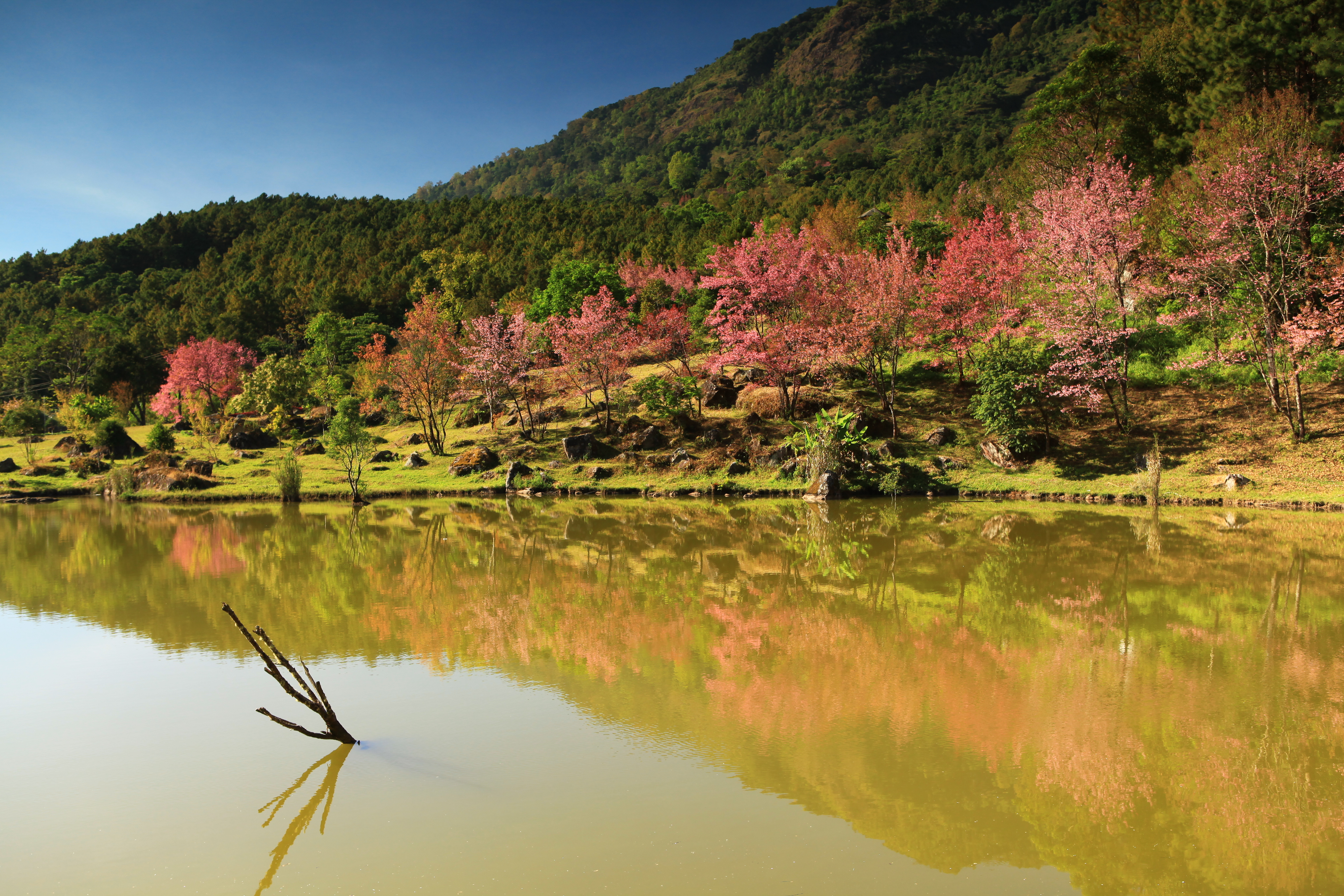
پارک ملی دوی اینتانون
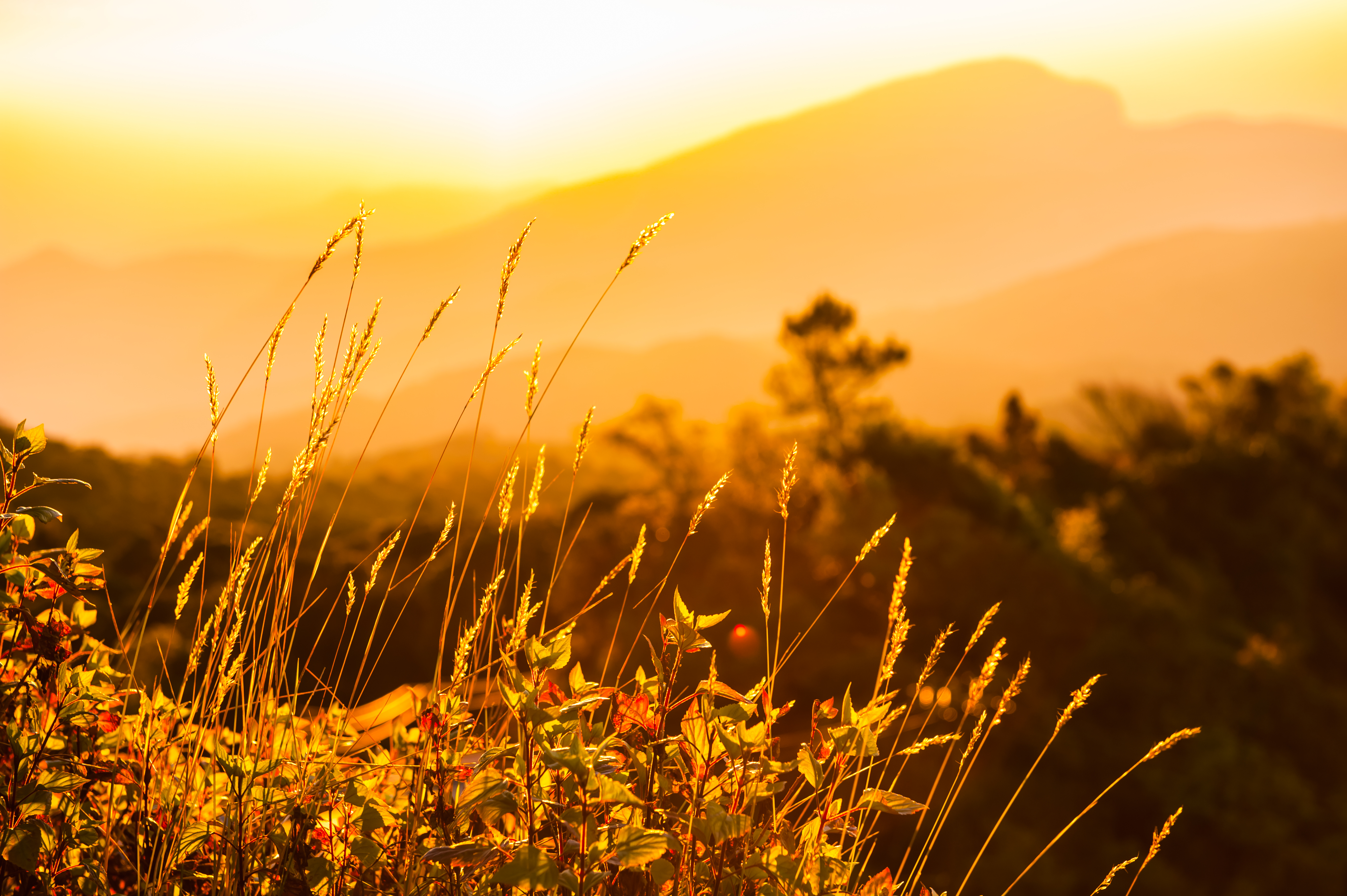
پارک ملی دوی اینتانون
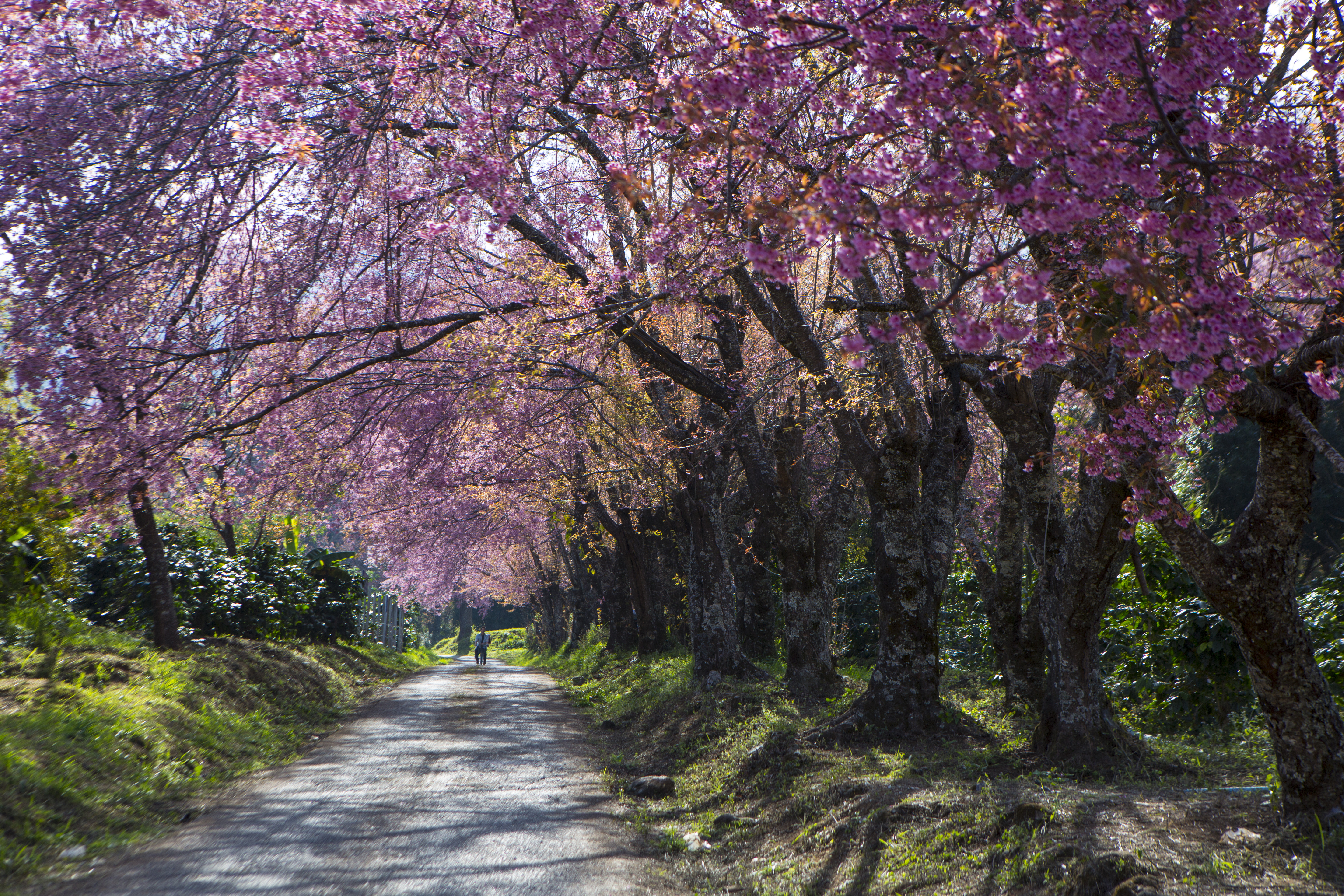
شکوفه‌های گیلاس در سراسر منطقه در پارک ملی دوی اینتانون گل می‌دهد
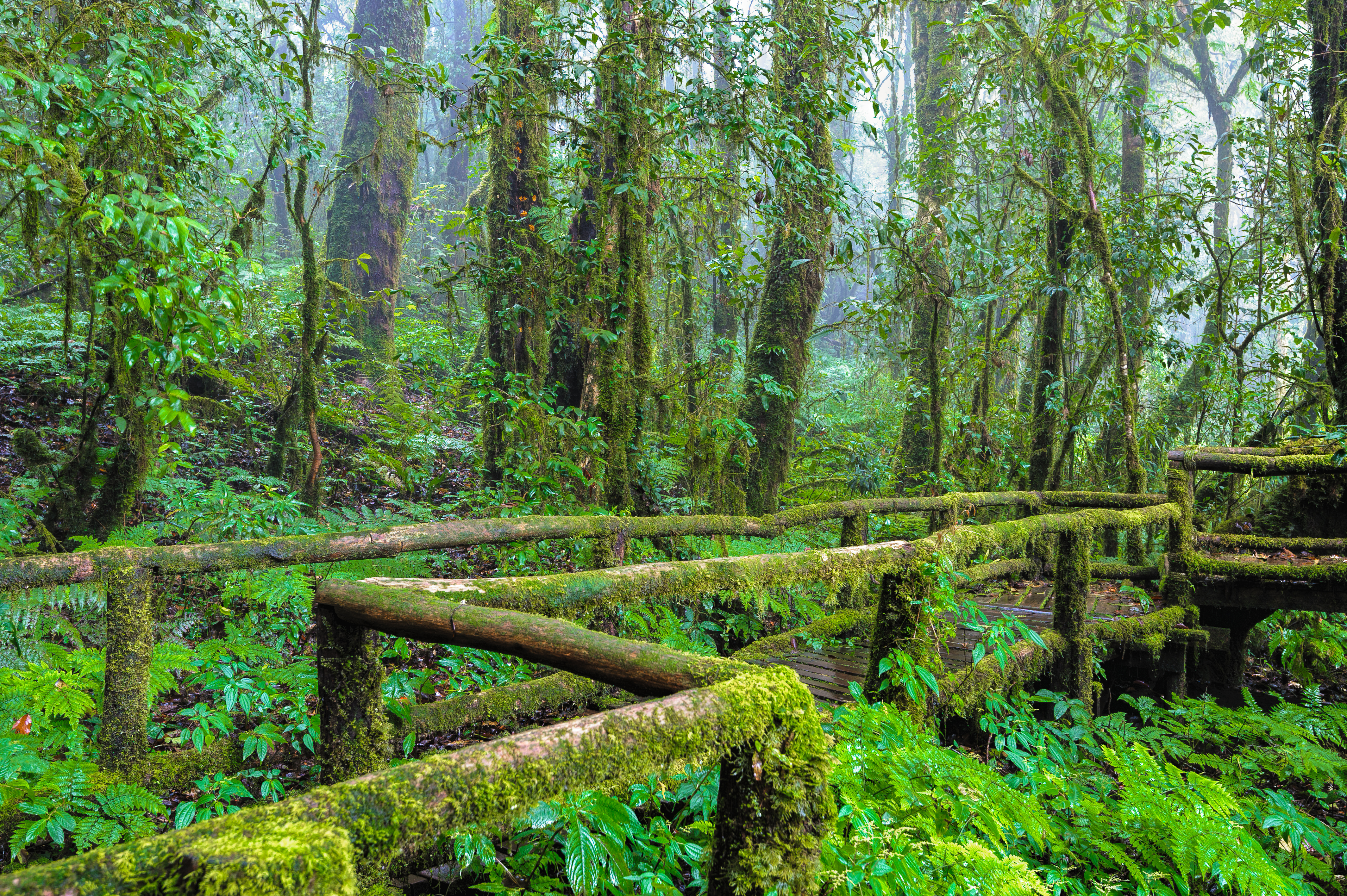
یک مسیر پیاده روی زیبا در منطقه پارک ملی دوی اینتانون
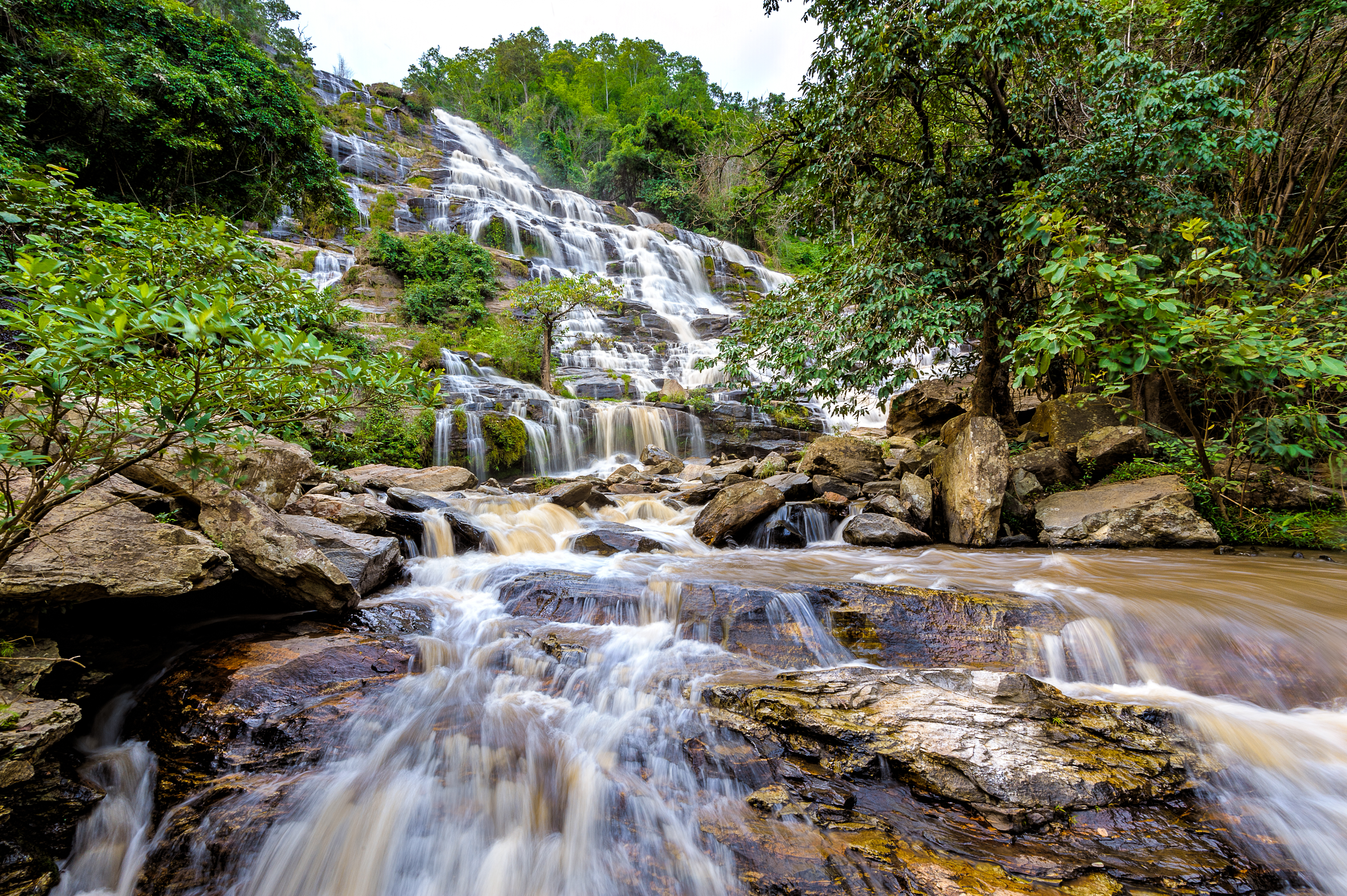
آبشار مایا در پارک ملی دوی اینتانون
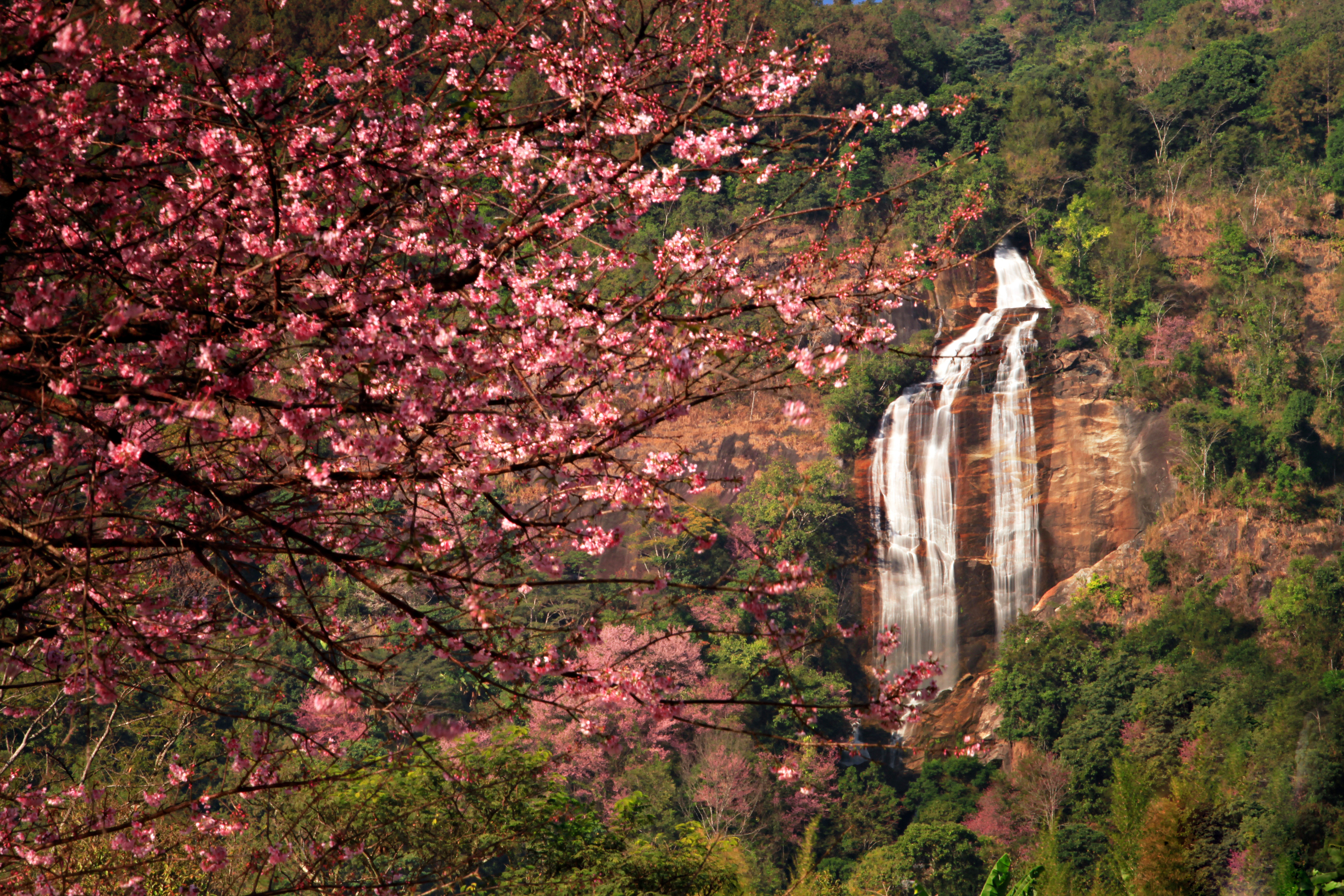
آبشار سیری فوم در پارک ملی دوی اینتانون
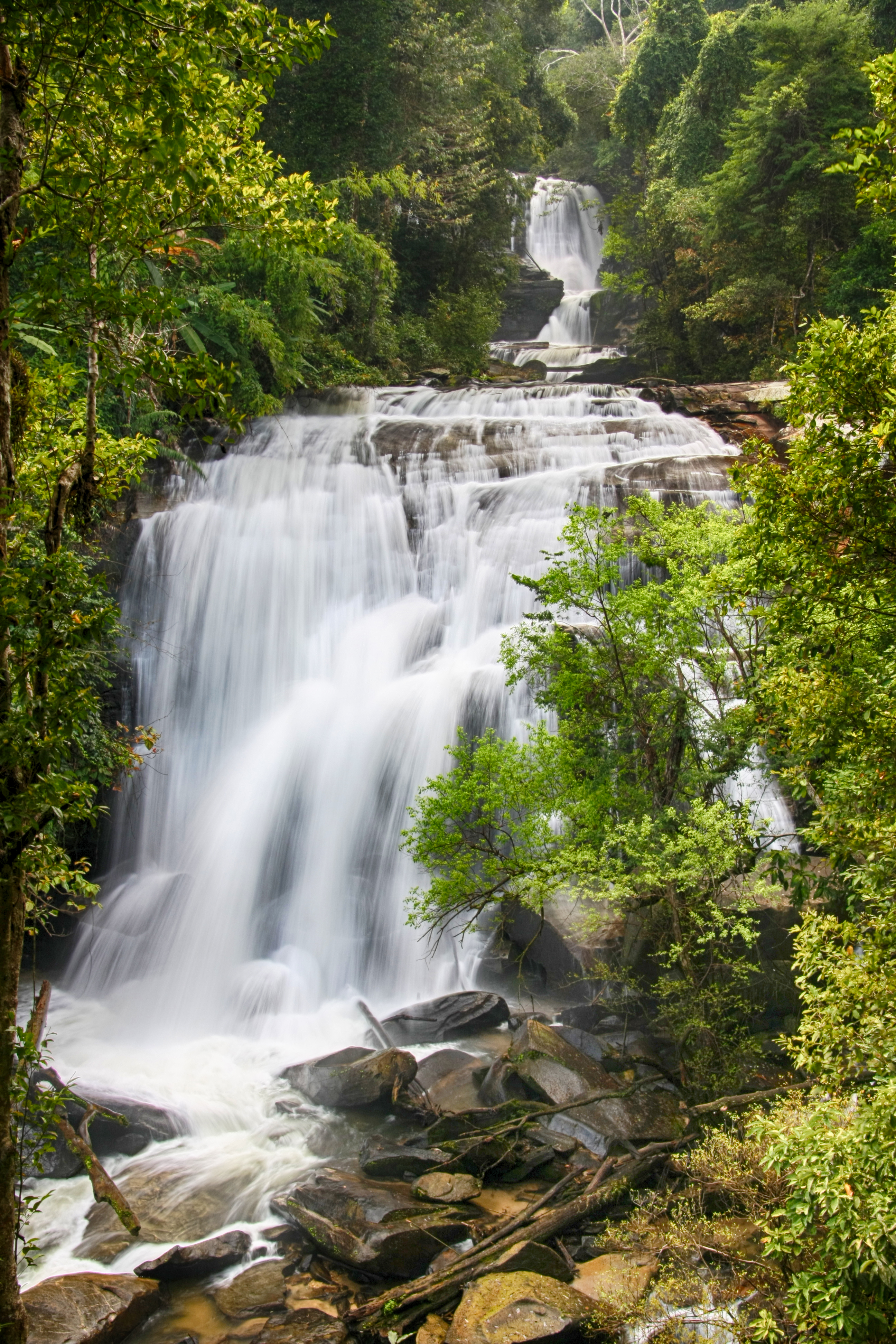
آبشار سیری تان در پارک ملی دوی اینتانون
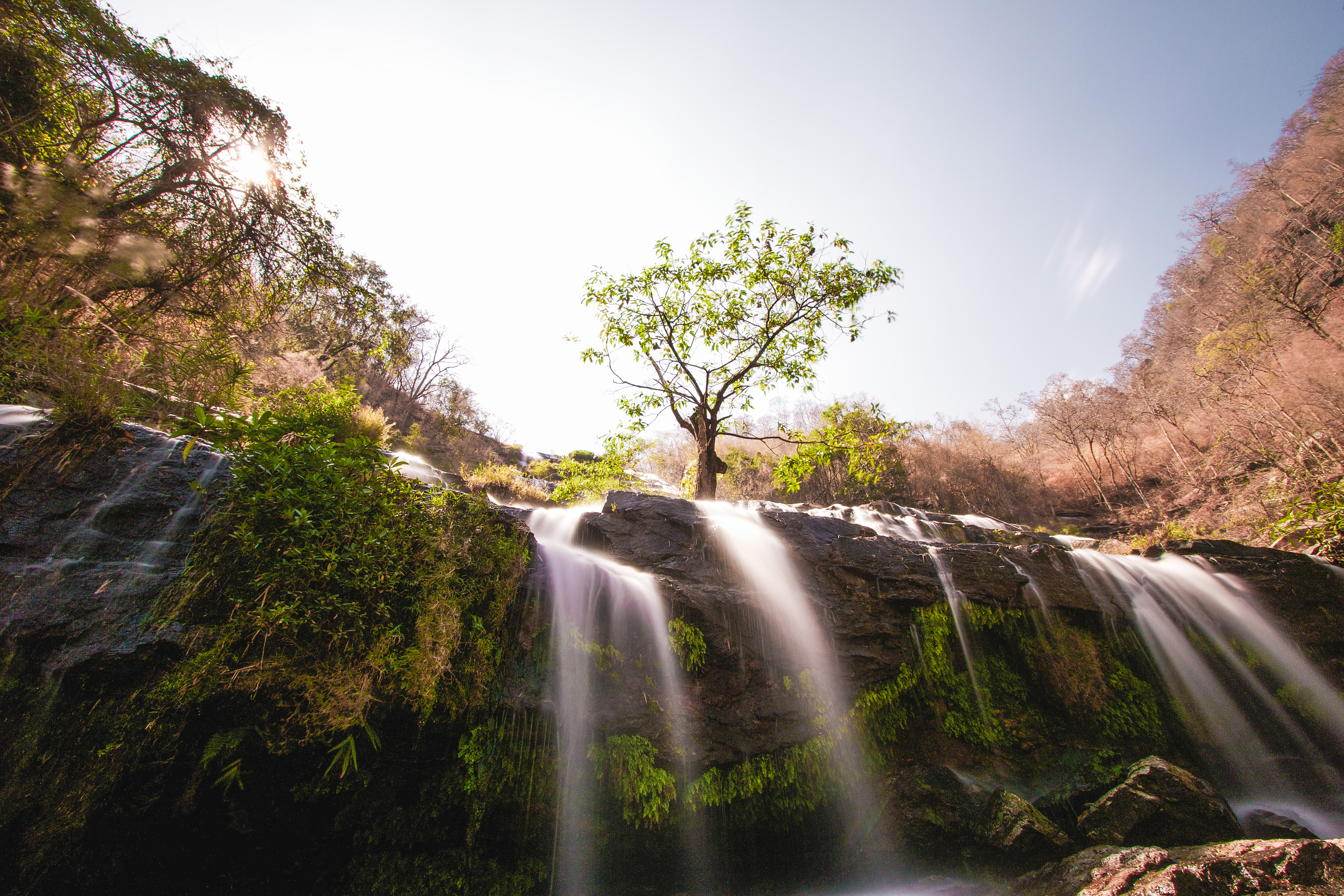
آبشار در پارک ملی دوی اینتانون